# محمد ناظمی اردکانی
محمّد ناظمی اردکانی (زادهٔ ۱۳۳۴ در اردکان) اولین وزیر تعاون در دولت محمود احمدی‌نژاد بود که در سال ۱۳۸۵ کنار گذاشته شده و محمد عباسی جایگزین وی شد. همچنین پیش از این همکاری با سپاه پاسداران کردستان و معاون بنیاد مسکن انقلاب اسلامی، قائم مقام معاون وزیر صنایع بوده‌است. پس از وزارت تعاون بار دیگر به سازمان ملی استاندارد و تحقیقات صنعتی ایران به عنوان رئیس بازگشت؛ زیرا پیش از حضور در وزارت تعاون به عنوان معاون تدوین استاندارد در این سازمان استاندارد خدمت می‌کرد. در زمان وزارت هیچگاه سابقه کاری خود را در این سازمان مطرح نکرد و پس از سازمان استاندارد به سمت استاندار قم منصوب گردید. ناظمی سابقه ریاست سازمان ثبت احوال کشور را دارد.

## حرفه
اردکانی به عنوان نماینده حاکم شرع در دادگاه‌های انقلابی ارتش ایران در غرب ایران در سال‌های ۱۳۶۰–۱۳۵۹ خدمت کرد. سپس با دفتر سیاسی سپاه در استان کردستان همکاری نمود و مدتی با دفتر مرکزی جهاد سازندگی همکاری داشت و سپس به عنوان معاون و بعد مدیر کل مخابرات استان تهران منصوب گردید. در سال ۱۳۷۰ در وزارت صنایع سنگین مدیر کل شد و در سال ۱۳۷۳ معاون بنیاد مسکن انقلاب اسلامی و در سال ۱۳۷۵ تا ۱۳۸۰ مشاور معاون وزیر و از سال ۱۳۸۰ الی ۱۳۸۴ معاون سازمان ملی استاندارد گردید.
وقتی نامزد رئیس‌جمهور تازه منتخب محمود احمدی‌نژاد برای وزیر تعاون در مجلس تصویب نشد، اردکانی در سپتامبر ۲۰۰۵ به عنوان سرپرست وزارت منصوب شد. او در اوایل نوامبر ۲۰۰۵ توسط احمدی‌نژاد به عنوان وزیر برای رأی اعتماد به مجلس معرفی شد در مجلس مخالف ثبت نام نکرد. اردکانی در ۹ نوامبر با کسب ۱۷۴ رأی از ۲۳۶ رأی با ۵۱ رأی مخالف در مجلس به عنوان وزیر رای اعتماد گرفت؛ وی پس از یکسال شش‌ماه خدمت در وزارت تعاون برکنار شد و محمد عباسی در ۵ نوامبر ۲۰۰۶ جانشین وی شد.
اردکانی پس از ترک دفتر خود به عنوان رئیس مؤسسه استاندارد و تحقیقات صنعتی ایران (ISIRI) منصوب شد. سپس به سمت استاندار قم منصوب شد. سپس وی به عنوان معاون وزیر کشور (مصطفی محمدنجار) و رئیس سازمان ملی ثبت احوال ایران انتخاب شد.

## زندگی شخصی
ایشان در سال ۱۳۶۱ با عفت‌السادات نبوی فارغ‌التحصیل رشته الهیات دانشگاه تهران ازدواج کرد و حاصل این ازدواج ۳ فرزند می‌باشد.

## انتخابات ریاست‌جمهوری ۱۴۰۰
وی با حضور در وزارت کشور برای انتخابات ریاست‌جمهوری دوره سیزدهم ثبت‌‌نام کرد.

## انتخابات ریاست‌جمهوری ۱۴۰۳
وی در روز دوشنبه ۱۴ خرداد ۱۴۰۳ با حضور در وزارت کشور برای انتخابات ریاست‌جمهوری دوره چهاردهم ثبت‌‌نام کرد.